# Châtillon-la-Palud
Châtillon-la-Palud es una comuna francesa situada en el departamento de Ain, de la región de Auvernia-Ródano-Alpes.

## Demografía
| 582 | 660 | 574 | 814 | 874 | 1 074 | 1 336 | 1 573 | 1 594 |
| Para los censos de 1962 a 1999 la población legal corresponde a la población sin duplicidades (Fuente: INSEE [Consultar]) |     |     |     |     |       |       |       |       |